# Pantoporia louisa
Pantoporia louisa är en fjärilsart som beskrevs av John Nevill Eliot 1969. Pantoporia louisa ingår i släktet Pantoporia och familjen praktfjärilar. Inga underarter finns listade i Catalogue of Life.